# Werner Meyer-Eppler
Werner Meyer-Eppler, né le 30 avril 1913 à Anvers et mort le 8 juillet 1960, est un physicien allemand. Il s'est spécialisé en acoustique expérimentale, en phonétique et en théorie de l'information, et est surtout connu pour son rôle d'inventeur de la musique électronique dans les années 1950 au sein du Studio de musique électronique de Cologne.

## Biographie

### Carrière universitaire
Meyer-Epler étudie les mathématiques, la physique et la chimie, d'abord à l'Université de Cologne, puis à l'Université de Bonn, de 1936 à 1939, date à laquelle il obtient un doctorat en physique,,.
Il fait toute sa carrière universitaire à Bonn. De 1942 à 1945, il est assistant scientifique à l'Institut de physique de l'Université de Bonn. Le 16 septembre 1942, il obtient une habilitation. Il devient aussi maître de conférences en physique expérimentale,.
Après la fin de la guerre, Werner Meyer-Eppler se tourne de plus en plus vers la phonétique et la synthèse vocale,. En 1947, il est recruté par Paul Menzerath à la faculté de l'Institut de phonétique de l'Université de Bonn, où il devient assistant scientifique le 1er avril 1949.
En 1952, Werner Meyer-Eppler est habilité pour la deuxième fois, ce qui le qualifie pour un poste de professeur de phonétique et de science de l'information. En 1954, il est professeur associé. En 1955, il devient professeur. Fin 1957, il est nommé successeur de Paul Menzerath, mort en 1954. Il a dirigé le département de phonétique et a également donné des conférences sur la théorie de l'information,.
Au cours de ces années, il publie et donne de nombreuses conférences sur le thème de la musique électronique, introduisant le terme "aléatoire" relatif aux concepts de mise en forme statistique des sons basés sur ses études de phonologie.

### Studio de musique électronique de Cologne
En 1949, Werner Meyer-Eppler publie un livre défendant l'idée de produire de la musique par des moyens purement électroniques. En 1950, Meyer-Eppler s'associe à l'ingénieur du son et compositeur Robert Beyer pour donner une conférence lors de l'Université d'été internationale pour la nouvelle musique de Darmstadt, afin de présenter des modèles sonores électroniques lors d'un cours appelé Klangwelt der elektronische Musik. Beyer se cocentre alors sur les principes de conception utilisés dans la construction d'instruments de musique électroniques, et Meyer-Eppler présente l'état de l'art dans le domaine de la synthèse vocale. Un an plus tard, ils reviennent ensemble à Darmstadt avec une série de conférences sur la possibilité de la production sonore électronique.
En 1951, Beyer et Meyer-Eppler s'associent au compositeur Herbert Eimert pour proposer à la Nordwestdeutscher Rundfunk (NWDR) la création d'un studio de musique électronique à Cologne. Après deux ans de travail, le studio est officiellement inauguré par une conférence-concert radiodiffusée le 26 mai 1953, et devient le plus important studio de ce type en Europe,.
Parmi ses étudiants à l'université de Bonn entre 1954 et 1956 figure le compositeur Karlheinz Stockhausen qui travaille également comme assistant dans le studio de musique électronique de Cologne et dont les compositions contribuent à propager les idées de Werner Meyer-Eppler.
En 1959, Werner Meyer-Eppler publie son œuvre la plus importante[réf. nécessaire], Grundlagen und Anwendungen der Informationstheorie. Il meurt en juillet 1960 à Bonn d'une maladie rénale dont il souffrait depuis de nombreuses années[réf. nécessaire].

## Recherches
Dans les années 1940, Werner Meyer-Eppler publie des essais sur la production de langage synthétique et présente des inventions américaines comme le Coder, le Vocoder, la machine Visible Speech. Il contribue au développement de l'électrolarynx, qui est encore utilisé aujourd'hui pour les personnes souffrant de troubles de la parole.
Il étudie la relation entre l'acoustique physique, l'ingénierie de la communication et la communication verbale traditionnelle, c'est-à-dire une phonétique plus linguistique et physiologique. Il introduit de nouvelles techniques analytiques, telles que l'analyse de corrélation, les méthodes statistiques d'amplitude et le traitement des formants de voyelle comme un problème de valeur propre.
À la fin des années 1940, il s'intéresse aux problématiques de la production sonore, notamment aux relations entre la structure d'un signal généré électroniquement et le timbre du son reçu. En juxtaposant et en superposant des sonorités simples, il forme une série de sons synthétiques complexes, qu'il appelle des modèles sonores,. Il présente cette méthode dans de nombreuses publications, émissions de radio et conférences.

## Écrits
- Elektronische Klangerzeugung, elektronische Musik und synthetische Sprache, Bonn 1949.
- Einige Probleme u. Methoden d. Kommunikationsforschung, „Fernmeldetechnik”, 5, 1952, p. 514–522.
- Elektronische Kompositionstechnik, „Melos”, 20, 1953, p. 5–9.
- Statistische und psychologische Klangprobleme, „Die Reihe”, 1 (Elektronische Musik), 1955.
- Realization of Prosodic Features in Whispered Speech, „Journal of the Acoustical Society of America”, 29, 1957, p. 104-106.